# Grand Slam de tênis
Os torneios de Grand Slam, também chamados abreviadamente de majors, são os quatro eventos anuais mais importantes do tênis. Eles oferecem o maior número de pontos no ranking mundial, prêmios em dinheiro, atenção do público e da mídia. Os títulos nestes torneios são chamados de Títulos de Grand Slam. Os torneios são o Australian Open, Roland Garros, Wimbledon e o US Open, que acontecem nesta ordem.
Carrer Slam é nome dado ao feito de ganhar esses quatro torneios num único ano. Já o Golden Slam é o termo usado para a vitória nas quatro competições mais importantes e das Olimpíadas no mesmo ano.

## Os quatro torneios deGrand Slam
| Nome                     | Cidade      | Primeira edição | Período         | Piso                  |
| ------------------------ | ----------- | --------------- | --------------- | --------------------- |
| Australian Open          | Melbourne   | 1905            | Janeiro         | duro / rápido         |
| Torneio de Roland Garros | Paris       | 1891            | Maio/Junho      | saibro / terra batida |
| Torneio de Wimbledon     | Londres     | 1877            | Junho/Julho     | grama / relva         |
| US Open                  | Nova Iorque | 1881            | Agosto/Setembro | duro / rápido         |

## História
O termo Grand Slam foi usado pela primeira vez em 1933, pelo jornalista estado-unidense John Kieran. Ao descrever a tentativa, naquele ano, de Jack Crawford de ganhar todos os quatro títulos, comparou-a com o grand slam em bridge. No entanto, na final do US Open, Crawford foi incapaz de ganhar contra Fred Perry. Foi somente em 1938 que Donald Budge tornou-se a primeira pessoa a ganhar o Grand Slam.
A expressão, usada inicialmente para denominar o fato de vencer os maiores eventos do tênis, acabou mais tarde sendo incorporada por outros esportes, como o golfe, para descrever um desempenho similar.

## Características
- Roland Garros e Wimbledon organizam torneios amistosos entre profissionais aposentados. A proporção é a mesma: um feminino, sem restrição etária, e dois masculinos, com restrição.
- Wimbledon é o único a possuir qualificatório de duplas - masculinas e femininas. Na chave principal de mistas, é o único com uma fase a mais: dezesseis equipes começam com bye e só estreiam na segunda rodada. Essa configuração faz com que haja mais participantes: 48 contra 32 dos outros Grand Slam.
- No qualificatório de simples, três torneios possuem a chave masculina maior que a feminina. A exceção é o US Open, com 128 tenistas em cada disputa.
- Nos eventos de cadeirantes, os tetraplégicos jogam somente os torneios de quadra dura - Australian Open e US Open, tanto em simples quanto em duplas. Os cadeirantes com menos limitações jogam duplas apenas em Wimbledon, que só possui essa modalidade. Anunciou, contudo, a liberação de simples a partir de 2016.[4] Os Jogos Paralímpicos, ocorridos em segundos semestres, costumam coincidir com o US Open. Logo, o torneio norte-americano não ocorre quando os cadeirantes precisam disputar medalhas.
- A escuridão noturna ou a chuva costumam adiar partidas. Até a metade de 2015, somente as três quadras principais do Australian Open e a principal de Wimbledon estão habilitadas com luz artificial e teto retrátil. Os torneios australiano e o norte-americano têm sessões noturnas pré-definidas na programação, enquanto o inglês usa o período excepcionalmente. O US Open, que já possui luz artificial em diversas quadras, está implantando um teto em seu palco principal.[5]

## Formatos dos jogos
Estes são os formatos das edições mais recentes dos torneios de Grand Slam. Com exceção das sinalizadas ao contrário, todas as categorias possuem pontuação de games com vantagem.
Em 2017, Roland Garros inseriu tiebreak em sets decisivos nos qualificatórios e no evento juvenil.
Em 2019, dois torneios de Grand Slam acabaram com sets longos nas parciais decisivas. Nas chaves principais de simples (isso já ocorria em duplas) do Australian Open, os jogadores disputam o super tiebreak (tiebreak que termina em 10 pontos desde que com 2 de diferença) após o empate por 6 games a 6. No Torneio de Wimbledon, após 12–12, haverá um tiebreak normal. Isso ocorrerá em todas as categorias.
Em 2022, a partir de Roland Garros, todos os torneios do Grand Slam passaram a usar o formato em que, quando o set final (3º ou 5º set) chegar a 6–6, haverá um tiebreak de 10 pontos para decidir o vencedor do jogo. Até então, o Australian Open era o único que executava esse método, enquanto que Roland Garros tinha set longo e os dois restantes eram tiebreaks de sete pontos (depois de 6–6 no US Open e 12–12 em Wimbledon).
Os eventos de duplas mistas, exceto Wimbledon, continuam com o match tiebreak (o terceiro set, quando houver, é um tiebreak que termina em 10 pontos, desde que com 2 de diferença), que é sinalizado entre colchetes.
| Categoria     | Categoria       | Categoria     | Australian Open                                                                                 | Roland Garros | US Open                                                                                         | Wimbledon                                                                             |
| Simples       | Chave principal | Masculino     | Melhor de 5 sets 4 primeiros sets com tiebreaks de 7 pontos 5º set com super tiebreak           | Melhor de 5 sets 4 primeiros sets com tiebreaks de 7 pontos 5º set com super tiebreak                                                | Melhor de 5 sets 4 primeiros sets com tiebreaks de 7 pontos 5º set com super tiebreak           | Melhor de 5 sets 4 primeiros sets com tiebreaks de 7 pontos 5º set com super tiebreak |
| Simples       | Chave principal | Feminino      | Melhor de 3 sets 2 primeiros sets com tiebreaks de 7 pontos 3º set com super tiebreak           | Melhor de 3 sets 2 primeiros sets com tiebreaks de 7 pontos 3º set com super tiebreak                                                | Melhor de 3 sets 2 primeiros sets com tiebreaks de 7 pontos 3º set com super tiebreak           | Melhor de 3 sets 2 primeiros sets com tiebreaks de 7 pontos 3º set com super tiebreak |
| Simples       | Qualificatório  | Masculino     | Melhor de 3 sets 2 primeiros sets com tiebreaks de 7 pontos 3º set com super tiebreak           | Fases iniciais: melhor de 3 sets Última fase: melhor de 5 sets 2 ou 4 sets com tiebreaks de 7 pontos 3º ou 5º set com super tiebreak |                                                                                                 |                                                                                       |
| Simples       | Qualificatório  | Feminino      | Melhor de 3 sets 2 primeiros sets com tiebreaks de 7 pontos 3º set com super tiebreak           | Melhor de 3 sets 2 primeiros sets com tiebreaks de 7 pontos 3º set com super tiebreak                                                |                                                                                                 |                                                                                       |
| Duplas        | Chave principal | Masculino     | Melhor de 3 sets 2 primeiros sets com tiebreaks de 7 pontos 3º set com super tiebreak           | |                                                                                                 |                                                                                       |
| Duplas        | Chave principal | Feminino      | Melhor de 3 sets 2 primeiros sets com tiebreaks de 7 pontos 3º set com super tiebreak           | |                                                                                                 |                                                                                       |
| Duplas        | Qualificatório  | Masculino     | –                                                                                               | Melhor de 3 sets 2 primeiros sets com tiebreak 3º set com super tiebreak                                                             |                                                                                                 |                                                                                       |
| Duplas        | Qualificatório  | Feminino      | –                                                                                               | Melhor de 3 sets 2 primeiros sets com tiebreak 3º set com super tiebreak                                                             | Melhor de 3 sets 2 primeiros sets com tiebreak 3º set com super tiebreak                        | Melhor de 3 sets 2 primeiros sets com tiebreak 3º set com super tiebreak              |
| Duplas mistas | Duplas mistas   | Duplas mistas | Melhor de 3 sets 2 primeiros sets com tiebreak de 7 pontos 3º set é match tiebreak Sem vantagem | Melhor de 3 sets 2 primeiros sets com tiebreak de 7 pontos 3º set é match tiebreak Sem vantagem                                      | Melhor de 3 sets 2 primeiros sets com tiebreak de 7 pontos 3º set é match tiebreak Sem vantagem | Melhor de 3 sets 2 primeiros sets com tiebreak de 7 pontos 3º set com super tiebreak  |

## Número de participantes
Este é o número de participantes das edições mais recentes dos torneios de Grand Slam. Com exceção das sinalizadas ao contrário, todas as categorias são eliminatórias. Quando não houver distinção entre chave principal e qualificatório, é porque só há a primeira em determinada modalidade.
Roland Garros era o único torneio que não igualava o número de qualifiers femininas em simples aos masculinos (96 x 128). A partir de 2021, não é mais.
| Categoria    | Categoria     | Categoria       | Categoria     | Australian Open | Roland Garros | Wimbledon | US Open |
| Profissional | Simples       | Chave principal | Masculino     | 128             | 128           | 128       | 128     |
| Profissional | Simples       | Chave principal | Feminino      | 128             | 128           | 128       | 128     |
| Profissional | Simples       | Qualificatório  | Masculino     | 128             | 128           | 128       | 128     |
| Profissional | Simples       | Qualificatório  | Feminino      | 128             | 128           | 128       | 128     |
| Profissional | Duplas        | Chave principal | Masculino     | 64              | 64            | 64        | 64      |
| Profissional | Duplas        | Chave principal | Feminino      | 64              | 64            | 64        | 64      |
| Profissional | Duplas mistas | Duplas mistas   | Duplas mistas | 32              | 32            | 48        | 32      |
| Juvenil      | Simples       | Chave principal | Masculino     | 64              | 64            | 64        | 64      |
| Juvenil      | Simples       | Chave principal | Feminino      | 64              | 64            | 64        | 64      |
| Juvenil      | Simples       | Qualificatório  | Masculino     | 32              | 32            | 32        | 32      |
| Juvenil      | Simples       | Qualificatório  | Feminino      | 32              | 32            | 32        | 32      |
| Juvenil      | Duplas        | Duplas          | Masculino     | 32              | 32            | 32        | 32      |
| Juvenil      | Duplas        | Duplas          | Feminino      | 32              | 32            | 32        | 32      |
| Cadeirante   | Simples       | Simples         | Masculino     | 8               | 8             | 8         | 8       |
| Cadeirante   | Simples       | Simples         | Feminino      | 8               | 8             | 8         | 8       |
| Cadeirante   | Simples       | Simples         | Tetraplegia   | 4               | 4             | 4         | 4       |
| Cadeirante   | Duplas        | Duplas          | Masculino     | 4               | 4             | 4         | 4       |
| Cadeirante   | Duplas        | Duplas          | Feminino      | 4               | 4             | 4         | 4       |
| Cadeirante   | Duplas        | Duplas          | Tetraplegia   | 2               | 2             | 2         | 2       |
| Convidados   | Duplas        | Duplas          | Masculino 1   | 8               | 6             | 8         | 4       |
| Convidados   | Duplas        | Duplas          | Masculino 2   | —               | 6             | 8         | —       |
| Convidados   | Duplas        | Duplas          | Feminino      | 4               | 6             | 8         | 4       |

## Distribuição de pontos
ATP e WTA informam suas pontuações em Grand Slam, distintas entre si, em simples e em duplas. A ITF responde pelos juvenis e cadeirantes.

### Profissional
| Evento            | V    | F    | SF  | QF  | R16 | R32 | R64 | R128 | Q   | Q3 | Q2 | Q1 |
| Simples masculino | 2000 | 1200 | 720 | 360 | 180 | 90  | 45  | 10   | 25  | 16 | 8  | 0  |
| Duplas masculinas | 2000 | 1200 | 720 | 360 | 180 | 90  | 0   | —    | 25† | 0† | 0† | —  |
| Simples feminino  | 2000 | 1300 | 780 | 430 | 240 | 130 | 70  | 10   | 40  | 30 | 20 | 2  |
| Duplas femininas  | 2000 | 1300 | 780 | 430 | 240 | 130 | 10  | —    | 40* | 0* | 0* | —  |

† Qualificatório de duplas apenas em Wimbledon.
| Evento            | V   | F   | SF  | QF  | R16 | R32 | R64 | Q  | Q2 | Q1 |   |
| Simples Masculino | 375 | 270 | 180 | 120 | 75  | 30  | 25* | 20 | 0  | 0  |   |
| Simples Feminino  | 375 | 270 | 180 | 120 | 75  | 30  | 25* | 20 | 0  | 0  |   |
| Duplas Masculinas | 270 | 180 | 180 | 120 | 75  | 45  | 0   | —  | —  | —  | — |
| Duplas Femininas  | 270 | 180 | 180 | 120 | 75  | 45  | 0   | —  | —  | —  | — |

| Evento                | V   | F   | SF/3º lugar | QF/4º lugar |
| Simples               | 800 | 500 | 375         | 100         |
| Duplas                | 800 | 500 | 100         | —           |
| Simples tetraplegia†† | 800 | 500 | 375         | 100         |
| Duplas tetraplegia††  | 800 | 100 | —           | —           |

## Vencedores
- Lista de campeões em simples de torneios do Grand Slam
- Lista de campeãs em simples de torneios do Grand Slam
- Lista de campeões em duplas de torneios do Grand Slam
- Lista de campeãs em duplas de torneios do Grand Slam
- Lista de campeões em duplas mistas de torneios do Grand Slam
- Lista de campeões juvenis em simples de torneios do Grand Slam
- Lista de campeãs juvenis em simples de torneios do Grand Slam
- Lista de campeões juvenis em duplas de torneios do Grand Slam
- Lista de campeãs juvenis em duplas de torneios do Grand Slam
- Lista de campeões cadeirantes de torneios do Grand Slam

## Verdadeiro Grand Slam
Os vencedores do Grand Slam (todos os 4 torneios na mesma temporada) em simples são:
- Donald Budge (1938)
- Maureen Connolly (1953)
- Rod Laver (1962 e 1969)
- Margaret Court (1970)
- Steffi Graf (1988)

As equipes de duplas que ganharam um Grand Slam são:
- Frank Sedgman &  Ken McGregor (1951)
- Margaret Smith &  Ken Fletcher (1963)
- Martina Navratilova &  Pam Shriver (1984)

Além disso, três tenistas ganharam todos os 4 torneios de duplas do Grand Slam, mas trocaram de parceiras após o Australian Open:
- Maria Esther Bueno (1960), com  Christine Truman, depois  Darlene Hard.
- Owen Davidson (1967), com  Lesley Turner, depois  Billie Jean King.
- Martina Hingis (1998), com  Mirjana Lučić, depois  Jana Novotná.

## Quatro títulos de Grand Slam consecutivos
Apesar de o termo ser originalmente restrito à vitória em todos os quatro torneios na mesma temporada, ele é às vezes usado para representar uma vitória de quatro títulos seguidos, sem considerar a mudança de temporada.
Os vencedores dos quatro torneios do Grand Slam consecutivamente, mas não na mesma temporada, são:
- Martina Navratilova (1983-84) (seis torneios consecutivos) Nota: A partir de 1977 o Australian Open foi disputado em Dezembro, até ser movido para Janeiro em 1987
- Steffi Graf (1993-94) Nota: Graf também detém um Verdadeiro Grand Slam
- Serena Williams (2002-2003) (2014-2015)
- Novak Djokovic (2015-2016)

Negrito: Tenistas em atividade

## Career Grand Slam
Quando um tenista vence os quatro torneios do Grand Slam em uma categoria, mesmo que não consecutivamente, diz-se que ele venceu o "Career Grand Slam" (Grand Slam na Carreira). Vários conseguiram isso (coluna dois) e 17 venceram cada torneio pelo menos duas vezes (coluna três). Vencer duas ou mais vezes o "Career Slam" é às vezes chamado de "Múltiplo Slam Set". Três tenistas conseguiram este feito em duas categorias, uma em três categorias, então 22 tenistas estão contabilizados na tabela (coluna três).
| Categoria         | Número de Jogadores             | Número de Jogadores       |
| Categoria         | Completaram o Career GS         | Completaram pelo menos 2  |
| ----------------- | ------------------------------- | ------------------------- |
| Simples masculino | 8 tenistas (2 Golden, 1 Super)  | 2 tenistas                |
| Simples feminino  | 10 tenistas (2 Golden, 2 Super) | 5 tenistas                |
| Duplas masculinas | 21 tenistas (14 como dupla)     | 5 tenistas (2 como dupla) |
| Duplas femininas  | 21 tenistas (10 como dupla)     | 8 tenistas (6 como dupla) |
| Duplas mistas     | 17 tenistas (7 como dupla)      | 4 tenistas (2 como dupla) |

Oito homens e dez mulheres venceram Career Grand Slams em simples (colunas um e dois); entre eles, dois homens e cinco mulheres venceram pelo menos duas vezes em simples (coluna três).
Desde o início da Era Aberta, cinco homens e seis mulheres conseguiram isso (Rod Laver, Andre Agassi, Roger Federer, Rafael Nadal, Novak Djokovic; Margaret Court, Chris Evert, Martina Navratilova, Steffi Graf, Serena Williams e Maria Sharapova).
Alguns jogares de simples venceram três majors, mas não chegaram ao Career Grand Slam. Separados pelo torneio que faltou, são os seguintes:
- Australian Open: René Lacoste, Henri Cochet, Helen Wills, Althea Gibson, Tony Trabert, Margaret Osborne duPont e Manuel Santana
- Roland Garros: Frank Sedgman, Ashley Cooper, Louise Brough Clapp, Virginia Wade, Arthur Ashe, Pete Sampras, John Newcombe, Jimmy Connors, Boris Becker, Stefan Edberg, Martina Hingis e Lindsay Davenport
- Wimbledon: Ken Rosewall, Hana Mandlíková, Ivan Lendl, Monica Seles, Guillermo Vilas, Mats Wilander, Justine Henin e Stan Wawrinka
- US Open: Jean Borotra, Jack Crawford, Lew Hoad e Evonne Goolagong Cawley

Alguns jogadores de duplas venceram três majors, mas não chegaram ao Carrer Grand Slam. Separados pelo torneio que faltou, são os seguintes: 
- Australian Open: John Van Ryn, Helen Wills, Elizabeth Ryan, Margaret Osborne duPont, Darlene Hard, Billie Jean King, Betty Stöve, Robert Seguso, Mahesh Bhupathi, Lindsay Davenport, Ekaterina Makarova e Elena Vesnina.
- Roland Garros: John Bromwich, Nancy Richey, Arantxa Sánchez Vicario, Cara Black e Sania Mirza
- Wimbledon: Vic Seixas, Ashley Cooper, Virginia Wade, Virginia Ruano Pascual, Paola Suárez, Bethanie Mattek-Sands e Lucie Šafářová
- US Open: Jean Borotra, Jacques Brugnon, Jack Crawford, Althea Gibson e Rod Laver

Apenas seis tenistas completaram o Career Grand Slam em simples e duplas: um homem (Roy Emerson) e cinco mulheres (Margaret Court, Doris Hart, Shirley Fry Irvin, Martina Navratilova, and Serena Williams). Court, Hart e Navratilova são as únicas tenistas a completar o "Career Boxed Set", tendo vencido os quatro torneios em simples, duplas e duplas mistas; isso nunca foi conseguido por um homem.
O restante desta seção é uma lista completa, por categoria, dos tenistas que venceram o Career Grand Slam. Os jogadores estão ordenados cronologicamente pelo ano em que completaram o feito, destacado em negrito.

### Simples Masculino
Oito homens venceram os quatro Grand Slams. Três venceram mais de uma vez. Originalmente, os Grand Slams eram disputados na grama (Australian, Wimbledon e US Open) e no saibro (Roland Garros). Os quatro primeiros tenistas a vencer o Career Grand Slam o fizeram nestas duas superfícies. O US Open mudou de superfície em 1975, para o saibro e em 1978 para a quadra rápida. O Australian Open mudou de superfície em 1988, para quadra rápida. Os últimos quatro tenistas (Agassi, Federer, Nadal e Djokovic) venceram o Career Grand Slam em três superfícies diferentes (rápida, saibro e grama). De todos, Laver, Emerson, Djokovic e Nadal são os únicos a vencerem duas vezes o Career Grand Slam.
| # | Tenista        | Idade | Australian Open | Roland Garros | Wimbledon | US Open |
| - | -------------- | ----- | --------------- | ------------- | --------- | ------- |
| 1 | Fred Perry     | 26    | 1934            | 1935          | 1934      | 1933    |
| 2 | Don Budge      | 23    | 1938            | 1938          | 1937      | 1937    |
| 3 | Rod Laver      | 24    | 1960            | 1962          | 1961      | 1962    |
| 4 | Roy Emerson    | 27    | 1961            | 1963          | 1964      | 1961    |
| - | Roy Emerson    | 30    | 1963            | 1967          | 1965      | 1964    |
| - | Rod Laver      | 31    | 1962            | 1969          | 1962      | 1969    |
| 5 | Andre Agassi   | 29    | 1995            | 1999          | 1992      | 1994    |
| 6 | Roger Federer  | 27    | 2004            | 2009          | 2003      | 2004    |
| 7 | Rafael Nadal   | 24    | 2009            | 2005          | 2008      | 2010    |
| 8 | Novak Djokovic | 29    | 2008            | 2016          | 2011      | 2011    |
| - | Novak Djokovic | 34    | 2011            | 2021          | 2014      | 2015    |
| - | Rafael Nadal   | 35    | 2022            | 2006          | 2010      | 2013    |

### Simples Feminino
A primeira vez que cada tenista venceu o Career Grand Slam está listada cronologicamente. Na coluna também consta a idade em que cada uma atingiu o feito. Cinco das dez mulheres conseguiram o Career Grand Slam pelo menos duas vezes, duas conseguiram três vezes e Steffi Graf é a única a conseguir quatro.
| #  | Tenista             | Idade | Australian Open | Roland Garros | Wimbledon | US Open |
| -- | ------------------- | ----- | --------------- | ------------- | --------- | ------- |
| 1  | Maureen Connolly    | 18    | 1953            | 1953          | 1952      | 1951    |
| 2  | Doris Hart          | 28    | 1949            | 1950          | 1951      | 1954    |
| 3  | Shirley Fry Irvin   | 29    | 1957            | 1951          | 1956      | 1956    |
| 4  | Margaret Court      | 20    | 1960            | 1962          | 1963      | 1962    |
| 5  | Billie Jean King    | 28    | 1968            | 1972          | 1966      | 1967    |
| 6  | Chris Evert         | 27    | 1982            | 1974          | 1974      | 1975    |
| 7  | Martina Navratilova | 26    | 1981            | 1982          | 1978      | 1983    |
| 8  | Steffi Graf         | 19    | 1988            | 1987          | 1988      | 1988    |
| 9  | Serena Williams     | 21    | 2003            | 2002          | 2002      | 1999    |
| 10 | Maria Sharapova     | 25    | 2008            | 2012          | 2004      | 2006    |

Nota: De 1977 a 1985, o Australian Open foi disputado em Dezembro.

### Duplas Masculinas
Em Duplas Masculinas, 21 tenistas venceram o Career Slam, tendo 14 deles vencido com um único parceiro. Essas sete duplas estão listadas primeiro, ignorando outros títulos com parceiros diferentes. Cinco dos 21 homens conseguiram pelo menos um segundo Slam Set, sendo que Roy Emerson e John Newcombe conseguiram três.
| #  | Tenista         | Idade | Australian Open | Roland Garros | Wimbledon | US Open |
| -- | --------------- | ----- | --------------- | ------------- | --------- | ------- |
| 1  | Adrian Quist    | 26    | 1936            | 1935          | 1935      | 1939    |
| 2  | Frank Sedgman   | 24    | 1951            | 1951          | 1948      | 1950    |
| 3  | Ken McGregor    | 23    | 1951            | 1951          | 1951      | 1951    |
| 4  | Lew Hoad        | 21    | 1953            | 1953          | 1953      | 1956    |
| 4  | Ken Rosewall    | 22    | 1953            | 1953          | 1956      | 1956    |
| 6  | Neale Fraser    | 25    | 1957            | 1958          | 1959      | 1957    |
| 7  | Roy Emerson     | 25    | 1962            | 1960          | 1959      | 1959    |
| 8  | John Newcombe   | 23    | 1965            | 1967          | 1965      | 1967    |
| 8  | Tony Roche      | 24    | 1965            | 1967          | 1965      | 1967    |
| 10 | Bob Hewitt      | 37    | 1963            | 1972          | 1962      | 1977    |
| 11 | John Fitzgerald | 28    | 1982            | 1986          | 1989      | 1984    |
| 11 | Anders Järryd   | 29    | 1987            | 1983          | 1989      | 1987    |
| 13 | Jacco Eltingh   | 28    | 1994            | 1995          | 1998      | 1994    |
| 13 | Paul Haarhuis   | 32    | 1994            | 1995          | 1998      | 1994    |
| 15 | Todd Woodbridge | 29    | 1992            | 2000          | 1993      | 1995    |
| 15 | Mark Woodforde  | 34    | 1992            | 2000          | 1993      | 1989    |
| 17 | Jonas Björkman  | 32    | 1998            | 2005          | 2002      | 2003    |
| 18 | Bob Bryan       | 30    | 2006            | 2003          | 2006      | 2005    |
| 18 | Mike Bryan      | 30    | 2006            | 2003          | 2006      | 2005    |
| 20 | Daniel Nestor   | 35    | 2002            | 2007          | 2008      | 2004    |
| 21 | Leander Paes    | 38    | 2012            | 1999          | 1999      | 2006    |

Nota: De 1977 a 1985, o Australian Open foi disputado em Dezembro.

### Duplas Femininas
Em Duplas Femininas, 21 tenistas venceram o Career Grand Slam, sendo dez com uma única parceira. Oito das 22 venceram pelo menos duas vezes. Martina Navratilova lidera com sete ou mais títulos em cada Major.
| #  | Tenista               | Idade | Australian Open | Roland Garros | Wimbledon | US Open |
| -- | --------------------- | ----- | --------------- | ------------- | --------- | ------- |
| 1  | Louise Brough Clapp   | 27    | 1950            | 1946          | 1946      | 1942    |
| 2  | Doris Hart            | 26    | 1949            | 1951          | 1951      | 1951    |
| 3  | Shirley Fry Irvin     | 30    | 1957            | 1950          | 1951      | 1951    |
| 4  | Maria Esther Bueno    | 20    | 1960            | 1960          | 1958      | 1960    |
| 5  | Margaret Court        | 22    | 1961            | 1964          | 1964      | 1963    |
| 5  | Lesley Turner Bowrey  | 21    | 1964            | 1964          | 1964      | 1961    |
| 7  | Judy Tegart Dalton    | 32    | 1964            | 1966          | 1969      | 1970    |
| 8  | / Martina Navratilova | 23    | 1980            | 1975          | 1976      | 1977    |
| 9  | Kathy Jordan          | 21    | 1981            | 1980          | 1980      | 1981    |
| 9  | Anne Smith            | 21    | 1981            | 1980          | 1980      | 1981    |
| 11 | Pam Shriver           | 21    | 1982            | 1984          | 1981      | 1983    |
| 12 | Helena Suková         | 25    | 1990            | 1990          | 1987      | 1985    |
| 13 | Gigi Fernández        | 28    | 1993            | 1991          | 1992      | 1988    |
| 13 | / Natasha Zvereva     | 21    | 1993            | 1989          | 1991      | 1991    |
| 15 | / Jana Novotná        | 25    | 1990            | 1990          | 1989      | 1994    |
| 16 | Martina Hingis        | 17    | 1997            | 1998          | 1996      | 1998    |
| 17 | Serena Williams       | 19    | 2001            | 1999          | 2000      | 1999    |
| 17 | Venus Williams        | 20    | 2001            | 1999          | 2000      | 1999    |
| 19 | Lisa Raymond          | 33    | 2000            | 2006          | 2001      | 2001    |
| 20 | Sara Errani           | 27    | 2013            | 2012          | 2014      | 2012    |
| 20 | Roberta Vinci         | 31    | 2013            | 2012          | 2014      | 2012    |

Nota: De 1977 a 1985, o Australian Open foi disputado em Dezembro.

### Duplas Mistas
Em Duplas Mistas, 17 tenistas venceram o Career Grand Slam. Sete conseguiram com um(a) único(a) parceiro(a) - o número é ímpar porque Margaret Court atingiu o feito com Ken Fletcher e com Marty Riessen. Os outros quatro são Doris Hart, Frank Sedgman, Leander Paes e Martina Hingis. Três tenistas venceram mais de um Career Slam em Duplas Mistas, sendo que Margaret Court lidera com quatro.
| #  | Tenista               | Idade | Australian Open | Roland Garros | Wimbledon | US Open |
| -- | --------------------- | ----- | --------------- | ------------- | --------- | ------- |
| 1  | Jean Borotra          | 29    | 1928            | 1927          | 1925      | 1926    |
| 2  | Doris Hart            | 26    | 1949            | 1951          | 1951      | 1951    |
| 2  | Frank Sedgman         | 21    | 1949            | 1951          | 1951      | 1951    |
| 4  | Margaret Court        | 20    | 1963            | 1963          | 1963      | 1961    |
| 5  | Ken Fletcher          | 23    | 1963            | 1963          | 1963      | 1963    |
| 6  | Owen Davidson         | 23    | 1965            | 1967          | 1967      | 1966    |
| 7  | Billie Jean King      | 24    | 1968            | 1967          | 1967      | 1967    |
| 8  | Marty Riessen         | 33    | 1969            | 1969          | 1975      | 1969    |
| 9  | Bob Hewitt            | 39    | 1961            | 1970          | 1977      | 1979    |
| 10 | Todd Woodbridge       | 24    | 1993            | 1992          | 1994      | 1990    |
| 11 | Mark Woodforde        | 27    | 1992            | 1995          | 1993      | 1992    |
| 12 | / Martina Navratilova | 46    | 2003            | 1974          | 1985      | 1985    |
| 13 | Daniela Hantuchová    | 22    | 2002            | 2005          | 2001      | 2005    |
| 14 | Mahesh Bhupathi       | 29    | 2006            | 1997          | 2002      | 1999    |
| 15 | Cara Black            | 30    | 2010            | 2002          | 2004      | 2008    |
| 16 | Leander Paes          | 42    | 2003            | 2016          | 1999      | 2008    |
| 16 | Martina Hingis        | 35    | 2006            | 2016          | 2015      | 2015    |

### Duplas Masculinas em Cadeira de Rodas
| # | Tenista                 | Idade | Australian Open | Roland Garros | Wimbledon | US Open |
| - | ----------------------- | ----- | --------------- | ------------- | --------- | ------- |
| 1 | Shingo Kunieda (JPN)    | 24    | 2007            | 2008          | 2006      | 2007    |
| 2 | Michael Jeremiasz (FRA) | 32    | 2003            | 2009          | 2009      | 2005    |
| 3 | Stéphane Houdet (FRA)   | 40    | 2010            | 2007          | 2009      | 2009    |
| 4 | Maikel Scheffers (NED)  | 28    | 2011            | 2008          | 2011      | 2010    |
| 5 | Nicolas Peifer (FRA)    | 25    | 2016            | 2011          | 2015      | 2011    |
| 6 | Gordon Reid (GBR)       | 25    | 2017            | 2015          | 2016      | 2015    |

### Duplas Femininas em Cadeira de Rodas
| # | Tenista               | Idade | Australian Open | Roland Garros | Wimbledon | US Open |
| - | --------------------- | ----- | --------------- | ------------- | --------- | ------- |
| 1 | Esther Vergeer (NED)  | 27    | 2004            | 2007          | 2009      | 2005    |
| 1 | Korie Homan (NED)     | 29    | 2009            | 2009          | 2009      | 2005    |
| 3 | Sharon Walraven (NED) | 40    | 2011            | 2010          | 2010      | 2010    |
| 4 | Jiske Griffioen (NED) | 27    | 2006            | 2008          | 2012      | 2006    |
| 5 | Aniek van Koot (NED)  | 23    | 2010            | 2013          | 2012      | 2013    |
| 6 | Yui Kamiji (JPN)      | 20    | 2014            | 2014          | 2014      | 2014    |
| 6 | Jordanne Whiley (GBR) | 22    | 2014            | 2014          | 2014      | 2014    |

## Grand Slam fora do ano civil
Em 1982, a Federação Internacional de Tênis (ITF) começou a oferecer um bônus de US$ 1 milhão a qualquer jogador individual para ganhar quatro títulos importantes consecutivos, mesmo que fossem conquistados em duas temporadas. Embora grupos identificados como "Men's International Professional Tennis Council", "auxiliados principalmente por alguns jornalistas de tênis britânicos", e "jornalistas europeus de tênis" tenham defendido que a ITF mudasse a definição de "Grand Slam"

## Golden Slam

### True Golden Slam
O Golden Slam, ou Golden Grand Slam (Grand Slam de Ouro) é ganhar todos os 4 torneios do Grand Slam, bem como a medalha de Ouro em tênis nos Jogos Olímpicos de verão na mesma temporada. As oportunidades de se conseguir tal feito são raras, não somente porque os Jogos Olímpicos de verão acontecem a cada 4 anos, mas também porque, entre os Jogos de 1924 e 1988, o tênis não era um esporte a medalhas nos Jogos.
Até hoje, este feito foi conseguido somente uma vez:
- Steffi Graf (1988)

### Golden Slam na carreira
Ganharam todos os torneios do Grand Slam e a medalha olímpica no simples, mas em temporadas diferentes
- Andre Agassi (1992-94-95-96-99)
- Rafael Nadal (2005-2008-2009-2010)
- Serena Williams (1999-2002-2003-2012)
- Novak Djokovic (2008-2011-2016-2024)

Ganharam todos os torneios do Grand Slam e a medalha olímpica nas duplas, mas em temporadas diferentes
- Venus Williams &  Serena Williams (1999-2000-2001)

## Super Slam
Logo após o início da Era Aberta em 1968, cada uma das novas turnês profissionais realizou um campeonato de final de ano; torneios de elite apresentando apenas os melhores jogadores da temporada. O retorno do tênis às Olimpíadas em 1988 deu origem à noção de "Super Slam" como uma combinação do Golden Slam e do título do campeonato de final de ano. Os campeonatos de fim de ano são atualmente as Finais da ATP para a turnê masculina, as Finais WTA para a turnê feminina e o Masters de Tênis em Cadeira de Rodas para a turnê de tênis em cadeira de rodas.
Em 2021, Diede de Groot se tornou a primeira jogadora a ganhar todos os seis títulos em um ano civil, fazendo isso em cadeiras de rodas femininas individuais. Steffi Graf alcançou um "Super Slam fora do calendário" em 1988 pelos títulos mencionados consecutivamente, com seu Golden Slam em 1988, após sua vitória no Virginia Slims Championships de 1987, o campeonato feminino de final de ano na época.

### Super Slam de Carreira
Diz-se que um jogador que ganha todos os quatro torneios principais, a medalha de ouro olímpica ou paraolímpica e o campeonato de final de ano ao longo de sua carreira alcançou um "Super Slam de Carreira".
Os jogadores de cadeira de rodas Diede de Groot e Shingo Kunieda são os únicos jogadores na história a terem completado um Super Slam na carreira em simples e duplas.

## O "Boxed Set"
Talvez o maior de todos os feitos relacionados com o Grand Slam seja ganhar um "boxed set" de títulos de Grand Slam em uma carreira —ganhar as simples, duplas e duplas mistas em todos os 4 torneios do Grand Slam.
Somente três tenistas, todas mulheres, conseguiram isso:
- Doris Hart
- Margaret Court
- Martina Navratilova

## Década Slam
Ocorre quando durante dez anos consecutivos o tenista ganha pelo menos um dos torneio do Grand Slam por temporada. Não precisa ser o mesmo torneio do Grand Slam, mas tem que ser obrigatoriamente durante dez anos consecutivos e só em simples, duplas ou duplas mistas. Os que já conseguiram uma Década Slam, são:
- Margaret Osborne duPont (1941 a 1950) [em Duplas]
- Chris Evert (1974 a 1983) [em Simples]
- Martina Navratilova (1975 a 1984) [em Duplas]
- Steffi Graf (1987 a 1996) [em Simples]
- Rafael Nadal (2005 a 2014) [em Simples]
- Bob Bryan &  Mike Bryan (2005 a 2014) [em Duplas]

## Década Masters Slam
É quando o tenista ganha pelo menos um torneio do Grand Slam e um torneio ATP Masters 1000 em uma mesma temporada durante dez anos consecutivos. Até hoje, este feito foi conseguido somente por um tenista:
- Rafael Nadal (2005 a 2014) [em Simples]